# GP Capodarco
De GP Capodarco is een eendaagse wielerwedstrijd die wordt verreden in en rondom het stadsdeel Capodarco in Fermo in de Italiaanse regio Marche. De wedstrijd werd voor het eerst georganiseerd in 1964 en maakt sinds 2005 deel uit van de UCI Europe Tour in de categorie 1.2. 
Vanaf 2018 is de koers geclassificeerd als 1.2U, wat betekent dat hij enkel nog toegankelijk is voor beloften (wielrenners onder 23 jaar).

## Lijst van winnaars

### Meervoudige winnaars
| Overwinningen | Renner               | Land   | Jaren      |
| ------------- | -------------------- | ------ | ---------- |
| 2             | Massimo Tedeschi     | Italië | 1974, 1975 |
| 2             | Tullio Cortinovis    | Italië | 1982, 1984 |
| 2             | Moisés Aldape Chavez | Mexico | 2003, 2004 |

### Overwinningen per land
| Overwinningen | Land                                                                 |
| ------------- | -------------------------------------------------------------------- |
| 41            | Italië                                                               |
| 2             | Australië, Mexico, Spanje                                            |
| 1             | Colombia, Kroatië, Oekraïne, Slovenië, Tsjechië, Verenigd Koninkrijk |